# Voisins mais pas trop
Voisins mais pas trop (The Neighborhood) est une série télévisée américaine créée par Jim Reynolds, diffusée depuis le 1er octobre 2018 sur CBS et en simultané sur le réseau Global au Canada.
En France, la série est diffusée depuis le 2 janvier 2023 sur BET et le 7 octobre 2024 sur Comedy Central. Elle reste inédite dans les autres pays francophones.

## Synopsis
La série suit le "plus gentil" gars du Midwest qui déplace sa famille dans un quartier difficile de Los Angeles, où tout le monde n'apprécie pas son extrême voisinage, y compris leur nouveau voisin Calvin.

## Distribution

### Acteurs principaux
- Cedric the Entertainer (VFB : Nicolas Matthys) : Calvin Butler
- Max Greenfield (VFB : Marc Weiss) : Dave Johnson
- Beth Behrs (VFB : Cécile Florin) : Gemma Johnson
- Tichina Arnold (VFB : Christa Jérôme) : Tina Butler
- Sheaun McKinney (VFB : Jonathan Simon) : Malcolm Butler
- Marcel Spears (VFB : Maxime Van Santfoort) : Marty Butler
- Hank Greenspan (VFB : Achille Dubois) : Grover Johnson

### Acteurs récurrents
- Malik S. (VFB : Stany Mannaert) : Trey
- Earthquake (en) (VFB : Jean-Michel Vovk) : Que
- Gary Anthony Williams (VFB : Karim Barras) : Ernie
- Sloan Robinson (VFB : Nathalie Hons) : Kim
- Chelsea Harris (VFB : Émilie Guillaume) : Necie
- Sean Larkins (VFB : Didier Colfs) : Randall

## Production

### Développement
Le 27 septembre 2017, il a été annoncé que CBS a donné à la production, alors intitulée Here Comes the Neighbourhood, un engagement de production du court métrage. Le court métrage a été écrit par Jim Reynolds qui a également été mis en production exécutive aux côtés de Aaron Kaplan, Dana Honor et Wendi Trilling. Kapital Entertainment, CBS Television Studios et Trill Television figurent parmi les sociétés de production impliquées dans le projet du court métrage.
Le 26 janvier 2018, la production a officiellement reçu une commande du court métrage.
Le 9 février 2018, il a été annoncé que James Burrows dirigerait le court métrage.
Le 9 mai 2018, il a été annoncé que CBS avait donné la production, maintenant intitulée Welcome to the Neighbourhood, un ordre de série. Quelques jours plus tard, il a été annoncé que le titre de la série avait été changé pour The Neighborhood. Un jour plus tard, on annonçait que la série serait diffusée à l'automne 2018 et diffusée le lundi à 20 h.
Le 9 juillet 2018, il a été annoncé que la série serait diffusée le 1er octobre 2018.
Le 19 octobre 2018, il a été annoncé que CBS avait commandé « environ » neuf épisodes supplémentaires de la série, ce qui portait le total de la première saison à 22 épisodes. 21 épisodes ont été finalement produits.
Le 25 janvier 2019, la série est renouvelée pour une deuxième saison.
Le 6 mai 2020, la série est renouvelée pour une troisième saison.
Le 17 février 2021, la série est renouvelée pour une quatrième saison.
Une cinquième saison est commandée le 24 janvier 2022, et une sixième le 23 janvier 2023.
Le 9 avril 2024, CBS a renouvelé la série pour une septième saison.
Le 10 mars 2025, la série est renouvelée pour une huitième et dernière saison.

### Attribution des rôles
En mars 2018, il a été annoncé que Sheaun McKinney, Marcel Spears, Cedric the Entertainer, Josh Lawson et Tichina Arnold avait rejoint la distribution principale du court métrage.
En avril 2018, il a été signalé que Dreama Walker avait rejoint la distribution dans un rôle principal.
Le 15 mai 2018, il a été annoncé que Max Greenfield avait remplacé Lawson dans le rôle de Dave Johnson.
Le 11 juin 2018, il a été annoncé que Beth Behrs avait remplacé Walker dans le rôle de Gemma Johnson.
Le 11 octobre 2018, il a été signalé que Marilu Henner avait été invitée à jouer dans un rôle récurrent.
Le 10 décembre 2018, il a été annoncé que Marla Gibbs ferait une apparition dans la série.
En mars 2022, Cedric the Entertainer et Tichina Arnold feront un crossover dans la série Bob Hearts Abishola (en). Réciproquement, Gina Yashere (en) de cette dernière série jouera un rôle dans Neighborhood, mais dans un rôle différent.

### Fiche technique
- Titre : The Neighborhood
- Création : Jim Reynolds
- Réalisation : James Burrows, Mark Cendrowski, Jeff Greenstein
- Scénario : Jim Reynolds, Erica Montolfo-Bura, Devon Shepard
- Photographie : Christian La Fountaine
- Musique : 
  - Compositeur(s) : Kurt Farquhar
  - Compositeur(s) de musique thématique : Kurt Farquhar, Nkenge 1x
- Production : 
  - Producteur(s) : Patrick Kienlen
  - Producteur(s) exécutive : Jim Reynolds, Aaron Kaplann, Dana Honor, Wendi Trilling, Cedric the Entertainer, Eric Rhone
- Société(s) de production : Mud, Blood & Beer Productions, Kapital Entertainment, Trill Television, A Bird and a Bear Entertainment, CBS Television Studios
- Pays d'origine :  États-Unis
- Langue originale : Anglais
- Genre : Comédie
- Durée : 22 minutes
- Diffusion :  États-Unis,  Canada

## Épisodes
| Saison | Saison | Épisodes | États-Unis        | États-Unis    |
| Saison | Saison | Épisodes | Début             | Fin           |
| ------ | ------ | -------- | ----------------- | ------------- |
|        | 1      | 21       | 1er octobre 2018  | 22 avril 2019 |
|        | 2      | 22       | 23 septembre 2019 | 4 mai 2020    |
|        | 3      | 18       | 16 novembre 2020  | 17 mai 2021   |
|        | 4      | 22       | 20 septembre 2021 | 23 mai 2022   |
|        | 5      | 22       | 19 septembre 2022 | 22 mai 2023   |
|        | 6      | 10       | 12 février 2024   | 6 mai 2024    |
|        | 7      | 20       | 21 octobre 2024   | 5 mai 2025    |

### Première saison (2018-2019)
La première saison est diffusée entre le 1er octobre 2018 et le 22 avril 2019.
1. Pilot (Pilot)
2. Bienvenue dans les tuyaux (Welcome to the Recipe)
3. Bienvenue au double des clés (Welcome to the Spare Key)
4. Bienvenue à la crémaillère (Welcome to the Housewarming)
5. Bienvenue à la soirée jeux de société (Welcome to Game Night)
6. Bienvenue à l'Anniversaire de Mariage (Welcome to the Anniversary)
7. Bienvenue dans ma bande de potes (Welcome to the Barbershop)
8. Bienvenue à Thanksgiving (Welcome to Thanksgiving)
9. Bienvenue à Chloé (Welcome to the Dinner Guest)
10. Bienvenue chez les voleurs de chaussures (Welcome to Stolen Sneakers)
11. Bienvenue à la collecte de fonds (Welcome to the Fundraiser)
12. Bienvenue à l'anniversaire de Grover (Welcome to Grover's Birthday)
13. Bienvenue à la soirée boxe (Welcome to Fight Night)
14. Bienvenue au vide-greniers (Welcome to the Yard Sale)
15. Bienvenue au nouveau travail de Malcolm (Welcome to Malcolm's Job)
16. Bienvenue à Hickory Corners (Welcome to the Big Payback)
17. Bienvenue au sommet (Welcome to the Climb)
18. Bienvenue au deuxième Logan (Welcome to Logan #2)
19. Bienvenue au campement (Welcome to the Camping Trip)
20. Bienvenue à la commémoration (Welcome to the Repass)
21. Bienvenue au débat (Welcome to the Conversation)

### Deuxième saison (2019-2020)
La deuxième saison est diffusée entre le 23 septembre 2019 et le 4 mai 2020.
1. Bienvenue au barbecue, encore (Welcome to the Re-Rack)
2. Bienvenue à une nouvelle couche (Welcome to the Bully)
3. Bienvenue au bourreau (Welcome to the Fresh Coat)
4. Bienvenue à la cohabitation (Welcome to Co-Habitation)
5. Bienvenue à la soul food (Welcome to Soul Food)
6. Bienvenue au concert (Welcome to the Wagon)
7. Bienvenue au renouvellement des vœux (Welcome to the Vow Renewal)
8. Bienvenue au bowling (Welcome to Bowling)
9. Bienvenue au tue-l'amour (Welcome to the Dealbreaker)
10. Bienvenue à l'ère du numérique (Welcome to the Digital Divide)
11. Bienvenue au Père Noël (Welcome to the Scooter)
12. Bienvenue à la profiteuse (Welcome to the Freeloader)
13. Bienvenue au nouveau pasteur (Welcome to the New Pastor)
14. Bienvenue à la soirée quiz (Welcome to Trivia Night)
15. Bienvenue au médiateur (Welcome to the Bad Review)
16. Bienvenue au match de hockey (Welcome to the Hockey Game)
17. Bienvenue à la pub (Welcome to the Commercial)
18. Bienvenue dans l'équipe de basket (Welcome to the Team)
19. Bienvenue dans la ménopause (Welcome to the Jump)
20. Bienvenue à la confrontation (Welcome to the Standoff)
21. Bienvenue chez les chauffards (Welcome to the Speed Bump)
22. Bienvenue en politique (Welcome to the Campaign)

### Troisième saison (2020-2021)
La troisième saison est diffusée entre le 16 novembre 2020 et le 17 mai 2021.
1. Bienvenue à la manif (Welcome to the Movement)
2. Bienvenue aux élections (Welcome to the Election)
3. Bienvenue en thérapie de couple (Welcome to Couples Therapy)
4. Bienvenue au coq (Welcome to the Rooster)
5. Bienvenue au road trip (Welcome to the Road Trip)
6. Bienvenue au revirement (Welcome to the Turnaround)
7. Bienvenue à la moto (Welcome to the Motorcycle)
8. Bienvenue à la propriété (Welcome to the Property)
9. Bienvenue au racket (Welcome to the Shakedown)
10. Bienvenue au bilan de santé (Welcome to the Procedure)
11. Bienvenue dans le groupe des papas (Welcome to the Dad Band)
12. Bienvenue à la cabane dans l'arbre (Welcome to the Treehouse)
13. Bienvenue au cours de dessin (Welcome to the Art Class)
14. Bienvenue au héros (Welcome to the Hero)
15. Bienvenue dans la compétition (Welcome to the Challenge)
16. Bienvenue au gros test (Welcome to the Test Run)
17. Bienvenue aux pestes (Welcome to the Invasion)
18. Bienvenue à la surprise (Welcome to the Surprise)

### Quatrième saison (2021-2022)
La quatrième saison est diffusée entre le 20 septembre 2021 et le 23 mai 2022.
1. Bienvenue dans la famille (Welcome to the Family)
2. Bienvenue au recadrage (Welcome to the Intervention)
3. Bienvenue dans la supercherie (Welcome to the Sister from Another Mister)
4. Bienvenue au pirate du porche (Welcome to the Porch Pirate)
5. Bienvenue chez Cupidon (Welcome to Your Match)
6. Bienvenue dans la maison hantée (Welcome to the Haunting)
7. Bienvenue dans Ex-Files (Welcome to the Ex-Files)
8. Bienvenue dans le business familial (Welcome to the Family Business)
9. Bienvenue au craquage (Welcome to the Splurge)
10. Bienvenue aux jurés (Welcome to Jury Duty)
11. Bienvenue dans le K.O. (Welcome to the Knockout)
12. Bienvenue à l'apocalypse (Welcome to the Big One)
13. Bienvenue en planque (Welcome to the Stakeout)
14. Bienvenue au match de baseball (Welcome to the Big Little Leagues)
15. Bienvenue à la rénovation (Welcome to the Remodel)
16. Bienvenue dans le code des potes (Welcome to the Man Code)
17. Bienvenue à mon riche frère (Welcome to Bro Money, Bro Problems)
18. Bienvenue au désastre capillaire (Welcome to the Feud)
19. Bienvenue à la quinceañera (Welcome to the Quinceañera)
20. Bienvenue à Mama Marylin (Welcome to the Mama Drama)
21. Bienvenue dans le girls band (Welcome to the Dream Girls)
22. Bienvenue aux fiançailles (Welcome to the Ring)

### Cinquième saison (2022-2023)
La cinquième saison est diffusée entre le 19 septembre 2022 et le 22 mai 2023.
1. Bienvenue dans le quartier (Welcome Back to the Neighborhood)
2. Bienvenue au Pit Stop (Welcome to the Pit Stop How May I Help You)
3. Bienvenue au match de baseball (Welcome to the Ballgame)
4. Bienvenue à la super promo (Welcome to the New Deal)
5. Bienvenue à la négociation (Welcome to the Art of Negotiation)
6. Bienvenue à la nouvelle recrue (Welcome to the Hot Prospect)
7. Bienvenue au nouveau job de Grover (Welcome to the Working Week)
8. Bienvenue aux petits commerçants (Welcome to What Used to be the Neighborhood)
9. Bienvenue à la retraite (Welcome to Our Time)
10. Bienvenue à l'embarquement (Welcome to the Getaway)
11. Bienvenue au Cornhole (Welcome to the Cornhole)
12. Bienvenue à l'enterrement de vie de garçon (Welcome to the Bachelor Party)
13. Bienvenue à la dernière danse (Welcome to the Last Dance)
14. Bienvenue à la réouverture (Welcome to New Beginnings)
15. Bienvenue au projet d'avenir (Welcome to the Next Big Thing)
16. Bienvenue dans la vie sauvage (Welcome to the Jungle)
17. Bienvenue au cadeau parfait (Welcome to the Milestone)
18. Bienvenue dans le futur (Welcome to the Future)
19. Bienvenue à la nouvelle coupe (Welcome to the New Do)
20. Bienvenue aux autres voisins (Welcome to the Other Neighborhood)
21. Bienvenue au père (Welcome to the Fatherhood)
22. Bienvenue à la grande première (Welcome to the Opening Night)

### Sixième saison (2024)
La sixième saison est diffusée entre le 12 février 2024 et le 6 mai 2024.
1. Welcome to the Foos Box
2. Welcome to the Awkward Conversations
3. Welcome to the Other Butlers
4. Welcome to Grandfatherhood
5. Welcome to the Front Window
6. Welcome to the Walkout
7. Welcome to the Stand-Off
8. Welcome to the Baby Shower
9. Welcome to the Name Drop
10. Welcome to the World

### Septième saison (2024-2025)
Elle est diffusée depuis le 21 octobre 2024.
1. Welcome to the Neighborhood, Daphne
2. Welcome to the Big Sleep
3. Welcome to the Vote
4. Welcome to the Great Beyond
5. Welcome to Commitment
6. Welcome to Daddy Issues
7. Welcome to the Wicked Stepmother
8. Bienvenidos a Nosotros
9. Welcome to Pickleball
10. Welcome to the Pickle
11. Welcome to the e-Neighborhood
12. Welcome to Getting Lucky
13. Welcome to Not Being in It
14. Welcome to the Blowout
15. Welcome to the Signature Service Loyalty Rewards Program
16. Welcome to the Sting
17. Welcome to Your Own Medicine
18. Welcome to the Yippedy-Dip
19. Welcome to Pomp and Circumstance
20. Welcome to Venice

### Septième saison (2025-2026)
Note : Pour les informations de renouvellement voir la section Production.
Cette saison, qui sera la dernière, est prévue pour l'automne 2025.

## Accueil

### Audiences
| Saison | Début de saison   | Début de saison               | Fin de saison     | Fin de saison                 | Moyenne à J+7                 | Rang |
| Saison | Date de diffusion | Téléspectateurs (en millions) | Date de diffusion | Téléspectateurs (en millions) | Téléspectateurs (en millions) | #    |
| ------ | ----------------- | ----------------------------- | ----------------- | ----------------------------- | ----------------------------- | ---- |
| 1      | 1er octobre 2018  | 8.10                          | 22 avril 2019     | 6.27                          | 7.99                          | 46   |
| 2      | 23 septembre 2019 | 5.70                          | 4 mai 2020        | 6.55                          | 7.69                          | 39   |
| 3      | 16 novembre 2020  | 5.79                          | 17 mai 2021       | 5.56                          | 6.76                          | 35   |
| 4      | 20 septembre 2021 | 5.28                          | 23 mai 2022       | 5.91                          | 6.73                          | 31   |
| 5      | 19 septembre 2022 | 4.76                          | 22 mai 2023       | 5.22                          | 6.45                          | 26   |
| 6      | 12 février 2024   | 5.79                          | 6 mai 2024        | 4.99                          | 5.67                          | 35   |
| 7      | 21 octobre 2024   | 4.43                          |                   |                               |                               |      |

### Marketing
Le 16 mai 2018, CBS a publié le premier trailer officiel de la série.
Le 11 juillet 2018, une courte vidéo promotionnelle pour la série a été diffusée, mettant en vedette l'ajout de Max Greenfield et Beth Behrs, avec des séquences filmées récemment de l'épisode du court métrage. Deux jours plus tard, une nouvelle bande-annonce complète mettant en vedette Max Greenfield et Beth Behrs a été diffusée.

### Distinction
Le 12 septembre 2018, la série a pris part à la 12e édition annuelle des avant-premières télévisées d'automne de PaleyFest, qui comprenait une projection de la série et une conversation avec des membres de la distribution, notamment Cedric the Entertainer, Tichina Arnold, Max Greenfield et Beth Behrs.